# Grön mosaikslända
Grön mosaikslända (Aeshna viridis) är en art i insektsordningen trollsländor som tillhör familjen mosaiktrollsländor. IUCN kategoriserar arten globalt som livskraftig. Arten är reproducerande i Sverige. Inga underarter finns listade.

## Kännetecken
Den gröna mosaiksländans hane har grönaktig mellankropp och en bakkropp med svart grundfärg och blå teckning. Honan liknar hanen, men teckningen på bakkroppen är gröngul istället för blå. Vingarna är genomskinliga med brunaktigt vingmärke. Vingbredden är 80 till 85 millimeter och bakkroppens längd är 47 till 54 millimeter.

## Utbredning
Den gröna mosaiksländan finns i norra Europa och i norra Asien. I Sverige är den fridlyst och finns sällsynt i vissa områden i de sydöstra delarna av landet, som Skåne och omkring Mälaren. Den är landskapstrollslända för Östergötland.

## Levnadssätt
Den gröna mosaiksländans habitat är vatten där det växer vattenaloe, eftersom honan föredrar dessa växter för äggläggningen. Utvecklingstiden från ägg till imago är två till tre år och flygtiden från slutet av juni till september.